# Jegor Iwanowitsch Wjalzew
Jegor Iwanowitsch Wjalzew (russisch Егор Иванович Вяльцев; * 10. Oktober 1985 in Woronesch, RSFSR) ist ein russischer Basketballspieler. Wjalzew spielte als Junior für das dominierende russische Basketballteam PBK ZSKA aus Moskau und gewann mit dieser Mannschaft auch die russische Meisterschaft. Nachdem er für verschiedene andere russische Vereine agierte, spielt er seit der Spielzeit 2011/12 für den VTB-Sieger und russischen Vizemeister BK Chimki. Mit der russischen Nationalmannschaft nahm Wjalzew an der Basketball-Europameisterschaft 2009 teil.

## Leben
Wjalzew war Mitglied der jeweiligen russischen Jugend-Auswahlmannschaften in seinen Altersklassen und wechselte 2002 nach der U18-Europameisterschaft vom Verein Pulkowo aus Sankt Petersburg in die Juniorenmannschaft von ZSKA Moskau. Nachdem ZSKA zweimal zuvor nicht den russischen Meistertitel gewinnen konnte, die sie ansonsten allesamt seit 1990 gewannen, wurde man 2003 erneut russischer Meister. Im Anschluss wurde auch Wjalzew in der ersten Herrenmannschaft in der Saison 2003/04 eingesetzt. Dabei durfte er auch in vier Spielen im höchsten europäischen Vereinswettbewerb EuroLeague 2003/04 mitwirken. Nachdem ZSKA seinen Titel verteidigen konnte, wechselte Wjalzew vom „Armeesportklub“ ZSKA zum „Luftwaffensportklub“ ZSK WWS nach Samara. Hier wurde er aber bereits nach knapp der Hälfte der Spielzeit an Ural Great aus Perm ausgeliehen, die 2001 & 2002 die einzigen beiden anderen russischen Meistertitel gewinnen konnten, die nicht von ZSKA gewonnen wurden. Nachdem Wjalzew mit der russischen Juniorenauswahl den Titel bei der U20-Europameisterschaft 2005 errang, wurde er von Ural Great für die folgenden beiden Spielzeiten regulär unter Vertrag genommen. Mit seinen Mannschaftskameraden, unter denen sich auch der 14 Jahre ältere ehemalige Vizeweltmeister Wassili Karassjow befand, gewann er 2006 den kleineren europäischen Vereinswettbewerb FIBA EuroCup Challenge in der Finalserie gegen den ukrainischen Verein Chimik aus Juschne. In der russischen Meisterschaft hatte Ural Great die besten Zeiten bereits hinter sich und schied 2006 wie ein Jahr zuvor bereits in der ersten Play-off-Runde der russischen Meisterschaft aus. 2007 verpasste man gar unter dem neuen Trainer Rimas Kurtinaitis die Play-offs und Wjalzew wechselte zurück in die Umgebung von Moskau zu Triumph aus Ljuberzy, die die Nachfolge des Vereins Dynamo Oblast Moskau angetreten hatten.
Mit Triumph Ljuberzy schied Wjalzew in der ersten Play-off-Runde 2008 ausgerechnet gegen Dynamo aus der Stadt Moskau aus. Auch in den folgenden beiden Spielzeiten war jeweils die erste Runde der russischen Meisterschafts-Play-offs Endstation nach Niederlagen gegen UNICS Kasan. Für Wjalzew persönlich lief es besser. Nachdem er zuvor von Nationaltrainer David Blatt nur in Qualifikations- und Freundschaftsspielen eingesetzt worden war, berief dieser ihn 2009 für den Endrundenkader der russischen Nationalmannschaft bei der Basketball-Europameisterschaft 2009. Das russische Team als Titelverteidiger tat sich jedoch schwer und gewann in der Vorrunde nur das Auftaktspiel. Nachdem man in der neu eingeführten Zwischenrunde alle drei Spiele gewonnen hatte, verlor man das Viertelfinale gegen den späteren Finalisten Serbien und wurde am Ende Siebter. Wjalzew selbst wurde bei der Endrunde nur in vier von neun Spielen eingesetzt und in diesen nicht mehr als drei Minuten pro Spiel. 2010 wurde in Russland eine neue höchste Spielklasse gebildet. Für Triumph verlief die erste Saison in der Professionalnaja Basketbolnaja Liga enttäuschend, als man am Ende der Spielzeit Tabellenletzter von zehn Mannschaften war. Wjalzew wechselte für die Spielzeit 2011/12 zu einem weiteren Moskauer Vorortverein, dem russischen Vizemeister und Titelträger der VTB United League 2011 aus Chimki, wo er wieder von Rimas Kurtinaitis trainiert wird. Mit BK Chimki schied man etwas überraschend in der Qualifikation zur EuroLeague 2011/12 aus und spielt international daher im Eurocup 2011/12, den man am Saisonende als Gastgeber des Final-Four-Turniers gewinnen konnte. 2015 gewann er mit Chimki ein zweites Mal den Eurocup.

## Auszeichnungen und Erfolge
- Sieger ULEB Eurocup mit BK Chimki 2012, 2015